# روتر هسته‌ای

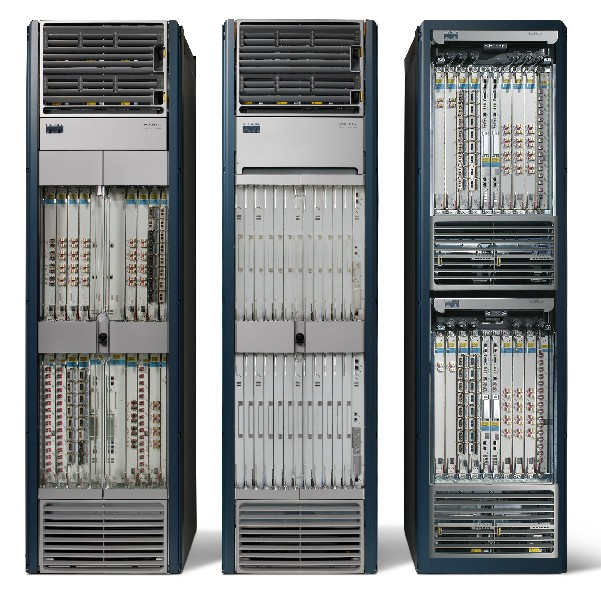

روتر هسته ای روتری است که برای کار کردن در ستون فقرات یا هسته اینترنت طراحی شده‌است. برای تحقق این نقش یک روتر باید قادر باشد از چندین واسط مخابراتی در بالاترین سرعت‌ها که در هسته اینترنت استفاده می‌شوند پشتیبانی کند و باید قادر باشد که بسته‌های آی پی را با سرعت کامل ارسال کند. یک روتر هسته ای باید بتواند از پروتکل‌ها یا قراردادهایی که در هسته اینترنت اعمال می‌شود نیز پشتیبانی کند. روترهای هسته ای از روترهای لبه ای(edge router) متمایز است. روتر لبه ای در لبه یک شبکه ستون فقرات قرار می‌گیرد و به روترهای هسته ای متصل می‌شود.

## تاریخچه
همانند عبارت «ابر رایانه» عبارت «روتر هسته ای» به بزرگ‌ترین و توانمندترین روترهای نسل معاصرش اطلاق می‌شود. روتری که در زمان معرفی آن روتر هسته ای محسوب می‌شد ده سال بعد دیگر روتر هسته ای نخواهد بود. در زمان تولد آرپانت(جد اینترنت) در سال ۱۹۶۹ سریعترین لینک‌ها ۵۶کیلوبیت بر ثانیه سرعت داشتند و هر گره روتر حداکثر شش اتصال را برقرار می گرد. روتر هسته ای در آن دوران یک رایانه کوچک بود که آی ام پی (پردازنده پیام واسط) نام داشت. .

## تولیدکنندگان روترهای هسته ای در حال حاضر
- Alcatel-Lucent (7950 Extensible Routing System [XRS] Series)
- Brocade Communications Systems (NetIron XMR Series)
- Cisco Systems (CRS, NCS series)
- Extreme Networks (Black Diamond 20808), high-end core switch
- Ericsson (SSR series)
- Huawei Technologies Ltd. (NetEngine 5000E, NetEngine 80E, NetEngine 80)
- Juniper Networks (Juniper T-Series and PTX Series)
- MikroTik (CCR Series)
- ZTE (ZXR10 Series: T8000, M6000)

## تولیدکنندگان سابق روترهای هسته ای
- Axiowave Networks
- Allegro Networks
- Avici Systems (changed name to Soapstone Networks in 2008 and no longer makes core routers)
- Caspian Networks (closed in 2006, makers of core routers A120 and A50)
- Charlotte's Web Networks
- Chiaro Networks (closed in 2005, maker of Chiaro Enstara core routers)
- Foundry Networks (acquired by Brocade in 2008)
- Hyperchip
- IPOptical
- Ironbridge
- Marconi (telecom business acquired by Ericsson in 2006)
- Nortel Networks (bankrupt)
- Osphere Net Systems
- Pluris
- Procket Networks (acquired by Cisco Systems in 2004)